# Ren Zhiqiang
Ren Zhiqiang (chinois : 任志强 ; pinyin : Rén Zhìqiáng), né en 1951, est un homme d'affaires chinois intervenant dans l'immobilier et membre du Parti communiste chinois.
Il est aussi connu pour sa liberté de parole en tant que blogueur sur Sina Weibo, où il est suivi par 37 millions d'internautes. Ses sites ont été fermés, en février 2016, à la suite de ses critiques envers le secrétaire général du Parti communiste chinois Xi Jinping.

## Biographie
Ren Zhiqiang, né dans le Shandong le 8 mars 1951, a servi dans l'Armée populaire de libération de 1969 à 1981 en tant que chef de peloton. Son père Ren Quansheng (任泉生 ; 1918-2007) a été vice-ministre chinois du Commerce , et sa mère était une fonctionnaire municipale de Pékin.
Ren Zhiqiang, est membre du Parti communiste chinois et le président du groupe immobilier Yuan Hua. Il aurait obtenu le salaire le plus haut de l'année 2009, parmi 258 entreprises chinoises évaluées. Il quitte ses fonctions de PDG de Hua Yuan Property en 2014.
Blogueur célèbre, suivi par 37 millions d’abonnés, Ren Zhiqiang est surnommé « Ren le canon » à cause de ses critiques acerbes du pouvoir communiste en place.
En février 2016, à la suite de la visite par le secrétaire général du PCC Xi Jinping de la télévision centrale CCTV, de l’agence Chine nouvelle et du Quotidien du peuple, trois grands organes de presse du Parti communiste chinois, Ren Zhiqiang indique que le parti ne soutient pas financièrement ces médias mais que c'est l'argent public qui est utilisé à cette fin : « Cessez d’utiliser l’argent des contribuables pour des choses qui ne leur fournissent aucun service », dénonce-t-il. Ses posts ont été rapidement supprimés. Puis ses comptes sur Sina Weibo et Tencent Weibo, ont été fermés, par l'Administration du Cyberespace de Chine (dirigée par Lu Wei), pour « publication constante d'informations illégales ».
Il est porté disparu par ses amis depuis le 12 mars 2020, après s'être montré critique sur la gestion de la pandémie de Covid-19 en Chine. Les publications à son sujet sur les réseaux sociaux ont été immédiatement censurées.
Le 22 septembre 2020, Ren Zhiqiang est condamné à 18 ans d'emprisonnement et à 4,2 millions de yuans (530 000 euros) d'amende pour « corruption, acceptation de pots-de-vin, détournements de fonds publics et abus de pouvoir », indique le Tribunal populaire intermédiaire n°2 de Pékin. Selon le jugement mis en ligne, Ren Zhiqiang, ex-président du groupe immobilier public Beijing Huayuan, aurait touché entre 2003 et 2017 quelque 1,25 million de yuans (160 000 euros) de dessous-de-table.